# Thomas Thurnbichler
Thomas Thurnbichler (* 19. Juni 1989 in Innsbruck) ist ein ehemaliger österreichischer Skispringer. Bis März 2025 war er Cheftrainer der polnischen Skisprung-Nationalmannschaft. Seit April 2025 trainiert er den B-Kader des Deutschen Skiverbandes.

## Werdegang
Thomas Thurnbichler ist wie sein älterer Bruder Stefan Mitglied im Kitzbüheler Ski Club und sprang überwiegend im Continental Cup. Beim Abschlussspringen der Vierschanzentournee 2002/03 in Bischofshofen, wo er als Vorspringer eingesetzt wurde, machte er vor 35.000 Zuschauern den ersten Doppelsprung der Skisprung-Geschichte: Er landete bei ca. 80 Metern, sprang nochmals ab und nutzte den stärker gewordenen Aufwind um noch 40 Meter weiter zu springen.
Bei der Junioren-Weltmeisterschaft 2007 in Tarvis gewann Thurnbichler auf der Normalschanze die Bronzemedaille. Er gewann in seiner Karriere zwei Continental Cups. Thurnbichler startete einmal im Weltcup. Am 6. Januar 2008 belegte er in Bischofshofen den 45. Platz.

## Tätigkeit als Trainer
Thurnbichler war zeitweise Assistenz-Trainer beim ÖSV. Anfang April 2022 wurde bekanntgegeben, dass er ab der Saison 2022/23 den Posten des Cheftrainers der polnischen Nationalmannschaft von Michal Dolezal übernimmt. Ende März 2025 erklärte der polnische Skiverband, Thurnbichlers Vertrag vorzeitig aufzulösen. Als sein Nachfolger ab der Saison 2025/26 wurde Maciej Maciusiak verpflichtet. Am 30. April 2025 gab der DSV in einer Pressemitteilung bekannt, dass Thurnbichler den B-Kader ab der Saison 2025/26 leiten wird.

## Erfolge

### Continental-Cup-Siege im Einzel
| Nr. | Datum            | Ort       | Typ         |
| --- | ---------------- | --------- | ----------- |
| 1.  | 2. Dezember 2007 | Pragelato | Großschanze |
| 2.  | 27. Februar 2011 | Zakopane  | Großschanze |